# Endubis
Endubis (270 circa – 300 circa) fu un re di Axum.
Fu il primo re di Axum a battere moneta. Le monete di Endubis erano in oro e argento; quelle ritrovate finora portavano uno di due motti, "BACIΛEYC AΧWMITW" (in greco "re di Axum") o "BICI ΔAXY" ("bisi Dakhu"), di più difficile interpretazione; si ritiene che "bisi" sia un titolo collegato alla parola ge'ez be'esya ("uomo di")